# The Fragile Art of Existence
The Fragile Art of Existence är det amerikanska death metal-bandet Control Denieds första och enda studioalbum, utgivet 13 maj 1999 av skivbolaget Nuclear Blast. Albumet återutgavs i olika versioner med bonusspår 2010 av Relapse Records.

## Låtlista
1. "Consumed" – 7:24
2. "Breaking the Broken" – 5:41
3. "Expect the Unexpected" – 7:18
4. "What If...?" – 4:30
5. "When the Link Becomes Missing" – 5:17
6. "Believe" – 6:10
7. "Cut Down" – 4:50
8. "The Fragile Art of Existence" – 9:38

Text och musik: Chuck Schuldiner

## Medverkande
Musiker (Control Denied-medlemmar)
- Chuck Schuldiner – gitarr
- Tim Aymar – sång
- Shannon Hamm – gitarr
- Steve Di Giorgio – basgitarr
- Richard Christy – trummor

Produktion
- Jim Morris – producent, ljudtekniker, ljudmix, mastering
- Chuck Schuldiner – producent, omslgsdesign, omslagskonst
- Travis Smith – omslagsdesign, omslagskonst, logo
- Alex McKnight – foto